# Волдемарс Вейсс
Волдемарс Вейсс (латис. Voldemārs Veiss; *7 листопада 1899, Рига — †17 квітня 1944, Рига) — підполковник латвійської армії, ветеран Латвійської війни за незалежність (1918—1920), військовий аташе Латвії в Фінляндії та Естонії, під час Другої світової війни учасник колабораціоністського руху, штандартенфюрер Латвійського добровольчого легіону СС. Перший латвійський кавалер Лицарського хреста Залізного хреста.

## Біографія

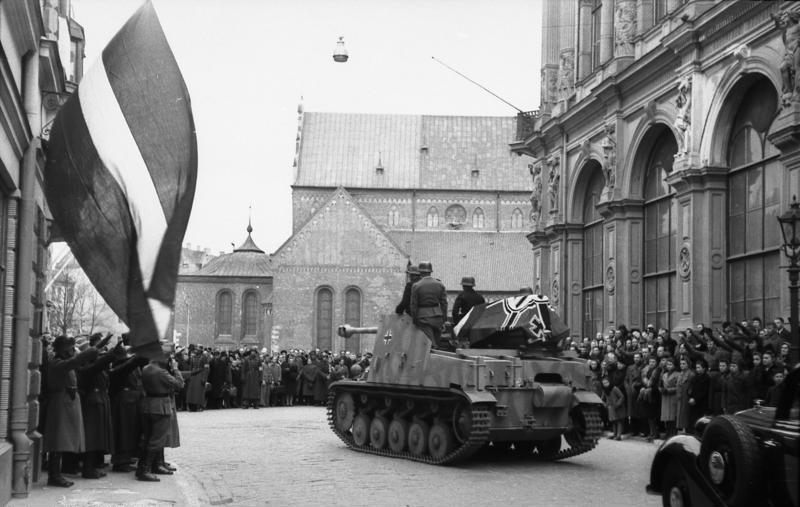
Похорон Вейса

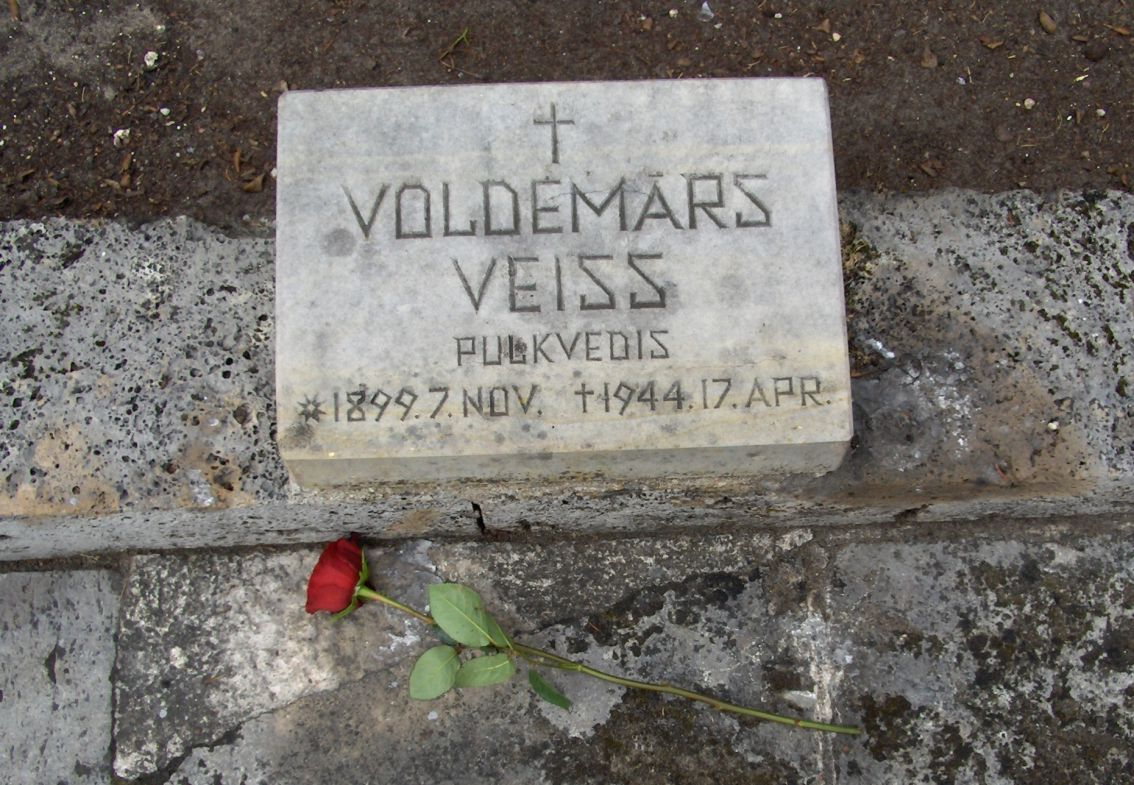
Могильний камінь Волдемара Вейса на Братському цвинтарі в Ризі

1918—1920 — Учасник Латвійської війни за незалежність в складі Окремої студентської роти.
Після війни служив в 7-му Сигулдському піхотному полку. Був ад'ютантом головнокомандувача латвійської армії. У 1939—1940 — військовий представник Латвії в Фінляндії та Естонії.
З самого початку німецької окупації Латвії активно співпрацював з нацистським урядом. 7 липня 1941 командир айнзатцгрупи А Вальтер Шталекер призначив Вейса начальником ризької «служби самооборони», а 20 липня — начальником допоміжної Поліції порядку Риги. У призначеному нацистами Латвійському самоврядуванні займав пост головного директора внутрішньої безпеки, був одним з головних організаторів вербування латвійських поліцейських батальйонів. Пізніше Вейс командував 281-м Абренським латвійським поліцейським батальйоном, але невдовзі був призначений командиром 42-го полку 19-ї гранадерської дивізії СС.
У Латвійському самоврядуванні обіймав пост головного директора внутрішньої безпеки, був одним із головних організаторів добровольчого руху латвійських поліцейських батальйонів. Пізніше Волдемарас Вейс командував 281-м Абренським латвійським поліцейським батальйоном, але невдовзі призначений командиром 42-го полку 2-ї Латвійської дивізії СС.
Поранений випадковим снарядом у боях із радянськими військами у квітні 1944 і після евакуації в Ригу, помер у шпиталі 17 квітня 1944 р.
Похований на Братському цвинтарі в Ризі.

## Нагороди
- Медаль Незалежності Литви

### Нагороди Латвії
- Орден Трьох зірок, лицарський хрест
- Орден Вієстура, офіцерський хрест
- Хрест Заслуг айзсаргів

### Нагороди Третього Рейху
- Залізний хрест
  - 2-го класу (20 липня 1943)
  - 1-го класу (вересень 1943) — за заслуги під час блокади Ленінграда.
- Штурмовий піхотний знак в сріблі
- Нагрудний знак «За поранення» в чорному
- Відзначений у Вермахтберіхт
- Лицарський хрест Залізного хреста (9 лютого 1944)

## Вшанування
- На честь Вейсса назвали 42-й гренадерський полк військ СС.